# Tommy Cassidy
Tommy Cassidy, właśc. Thomas Cassidy (ur. 18 listopada 1950 w Belfaście, zm. 2 sierpnia 2024) – północnoirlandzki piłkarz występujący na pozycji pomocnika. Trener piłkarski.

## Kariera klubowa
Cassidy seniorską karierę rozpoczynał w 1968 roku w północnoirlandzkim Glentoranie. W 1970 roku zdobył z nim mistrzostwo Irlandii Północnej. W tym samym roku trafił do angielskiego Newcastle United z Division One. W tych rozgrywkach zadebiutował 7 listopada 1970 roku w przegranym 0:2 pojedynku z Southamptonem. W 1974 roku dotarł z zespołem do finału Pucharu Anglii, jednak Newcastle uległ tam 0:3 Liverpoolowi. W 1976 roku dotarł z klubem natomiast do finału Pucharu Ligi Angielskiej, jednak zespół Newcastle przegrał tam 1:2 z Manchesterem City. W 1978 roku Cassidy spadł z klubem do Division Two. W Newcastle spędził jeszcze 2 lata.
W 1980 roku odszedł do Burnley z Division Three. W 1982 roku awansował z nim do Division Two. W 1983 roku przeszedł do cypryjskiego APOEL-u Nikozja. W 1984 roku zdobył z nim Puchar Cypru. W tym samym roku zakończył karierę.

## Kariera reprezentacyjna
W reprezentacji Irlandii Północnej Cassidy zadebiutował 15 maja 1971 roku w przegranym 0:1 towarzyskim pojedynku z Anglią. W 1982 roku został powołany do kadry na mistrzostwa świata. Zagrał na nich w meczu z Hiszpanią (1:0). Z tamtego turnieju Irlandia Północna odpadła po drugiej rundzie.
W latach 1971–1982 w drużynie narodowej Cassidy rozegrał w sumie 24 spotkania i zdobył 1 bramkę.

## Śmierć
Zmarł 2 sierpnia 2024. Od 2021 cierpiał na chorobę Alzheimera.